# Harue Sato
Harue Sato (佐藤 春詠 Sato Harue?,  nacido el 1 de enero de 1976 en Gunma) es una exfutbolista japonesa que jugaba como delantero.
Sato jugó 17 veces y marcó 4 goles para la selección femenina de fútbol de Japón entre 2000 y 2002. Sato fue elegida para integrar la selección nacional de Japón para los Copa Asiática femenina de la AFC de 2001.

## Trayectoria

### Clubes
| Club                          | País  | Año         |
| ----------------------------- | ----- | ----------- |
| Nikko Securities Dream Ladies | Japón | 1994 - 1998 |
| OKI FC Winds                  | Japón | 1999        |
| TEPCO Mareeze                 | Japón | 2000 - 2006 |

### Selección nacional
| Selección | País  | Año         |
| --------- | ----- | ----------- |
| Absoluta  | Japón | 2000 - 2002 |

## Estadística de equipo nacional
| Selección femenina de fútbol de Japón | Selección femenina de fútbol de Japón | Selección femenina de fútbol de Japón |
| Año                                   | Partidos                              | Goles                                 |
| ------------------------------------- | ------------------------------------- | ------------------------------------- |
| 2000                                  | 4                                     | 1                                     |
| 2001                                  | 9                                     | 3                                     |
| 2002                                  | 4                                     | 0                                     |
| Total                                 | 17                                    | 4                                     |